# Isla del Cardoso
Ilha do Cardoso (en español: Isla del Cardoso) es una isla perteneciente a la ciudad de Cananéia, São Paulo (Brasil). Es el punto más meridional del estado de São Paulo, cerca del límite con el estado de Paraná. La isla desde el 3 de julio de 1962 y gracias a sus bellezas naturales es un parque estatal, denominado Parque Estadual da Ilha do Cardoso (Parque Estatal de la isla del Cardoso). Allí se puede observar el bosque Atlántico, posee importantes y diferentes ecosistemas, está habitado por cerca de 480 personas.